# Заселина
Заселина — деревня в Талицком городском округе Свердловской области России.

## Географическое положение
Деревня Заселина находится на расстоянии 14 километров (по дорогам — в 16 километрах) к западу от города Талицы, на правом берегу реки Пышмы. От основного русла реки деревня отделена небольшими старицами. На противоположном берегу Пышмы находится крупное село Яр. В 0,5 километрах к югу от деревни Заселиной расположено озеро-старица Заселинское, а в 2,5 километрах к северо-западу — остановочный пункт 2010 км Свердловской железной дороги.

## Население
| 2002 | 2010 | 2021 |
| ---- | ---- | ---- |
| 32   | ↗33  | ↘11  |